# Správní delikt
Správní delikt je společné označení pro všechny veřejnoprávní delikty, které projednávají správní úřady. Jde o protiprávní jednání (konáním či opomenutím povinnosti), které naplní znaky daného deliktu stanoveného zákonem. Zavinění jako vnitřní psychický stav pachatele deliktu při posuzování trestnosti však nemusí vždy hrát roli.
Patří mezi ně:
- přestupky (dříve též tzv. jiné správní delikty), které mohou spáchat jak fyzické osoby, tak právnické osoby a podnikající fyzické osoby,
- kárné nebo disciplinární delikty jako projev kárného či disciplinárního provinění některých zvláštních profesí.

Nepatří však mezi ně trestné činy, projednávané soudy.
Právní úprava správních deliktů je poněkud roztříštěná: zatímco řízení o přestupcích je upraveno zvláštním zákonem o přestupcích (č. 250/2016 Sb.), kárné a disciplinární delikty společnou procesní úpravu postrádají a řídí se zvláštními zákony.

## Základní zásady
- princip zákonnosti – skutková podstata správního deliktu musí být určena zákonem, stejně tak i správní trest (taxativní výčet)
- zákaz retroaktivity
- princip rovnosti před zákonem
- presumpce neviny
- zásada ne bis in idem